# Лонг, Родерик Трейси
Родерик Трейси Лонг (англ. Roderick Tracy Long; родился 4 февраля 1964) — профессор философии, анархист и леволибертарианский блогер, старший научный сотрудник Института Людвига фон Мизеса, редактор «Journal of Ayn Rand Studies», президент Института Молинари и член консультационного совета Центра за безгосударственное общество.

## Образование и карьера
Лонг получил степень бакалавра философии в Гарвардском университете и Ph.D. в Корнеллском университете. Был одним из соредакторов книги «Анархизм/Минархизм: является ли правительство частью свободной страны?». Лонг также редактор журнала «Journal of Libertarian Studies» и участник коллективного блога «Liberty and Power».

## Философия
По словам самого Лонга, его профессиональными интересами являются «греческая философия; моральная психология; этика; философия социальных наук; и политическая философия (с акцентом на либертарианской/анархистской теории)». Лонг является сторонником того, что он определяет как «либертарный анархизм», избегая использования термина «капитализм» как имеющего неопределенный и запутывающий смысл. Как говорит сам Лонг, он выступает за «[…]солидарность рабочих. C одной стороны, это означает формальную организацию, включающую и профсоюзы — но я не говорю о преобладающей модели ‘бизнес-союзов' … ибо реальные союзы, старой закваски, поддерживают рабочий класс в целом, а не только членов профсоюза, и заинтересованы в реальной рабочей автономии, а не в патронаже государства».